# 棵报春
棵报春（学名：Primula farinosa var. denudata）为报春花科报春花属下的一个变种。

## 扩展阅读
- 維基物種上的相關：棵报春